# Přemysl Janýr
Přemysl Janýr (6. srpna 1926 Bratislava – 13. prosince 1998) byl český politik, novinář a významný představitel české exilové sociální demokracie.
Pocházel ze sociálnědemokratické rodiny a v letech 1945 až 1949 studoval Vysokou školu politickou a sociální v Praze. Jako člen levého křídla sociální demokracie podporoval komunistický puč v roce 1948 a sloučení své strany s komunistickou stranou, jímž se sám stal členem KSČ. Brzy se však dostal se svou novou stranou do konfliktu a v roce 1949 byl poprvé zatčen. V témže roce se narodil jeho syn Přemysl Janýr mladší, později rovněž exilový pracovník sociální demokracie. V roce 1950 byl pak Přemysl Janýr odsouzen ve vykonstruovaném procesu na 10 let vězení, propuštěn byl v roce 1955. Až do své rehabilitace v srpnu 1965 mohl pracovat jen manuálně. Roku 1968 začal pracovat v Československé televizi a snažil se obnovit sociální demokracii. Po invazi vojsk Varšavské smlouvy odešel v říjnu 1968 do Vídně, kde nejdříve působil jako zpravodaj několika reformních československých časopisů, poté jako pracovník Sociálně demokratické strany Rakouska (SPÖ) a publicista. Zároveň pracoval pro exilovou československou sociální demokracii a podporoval domácí disent v Československu. Po sametové revoluci roku 1989 pak Přemysl Janýr pomáhal obnovit sociální demokracii ve své domácí zemi a psal pro Právo a Lidové noviny. V roce 1999 mu Václav Havel posmrtně udělil Řád Tomáše Garrigua Masaryka za vynikající zásluhy o demokracii a lidská práva.